# Johannes Sander (Mediziner)
Johannes Sander (* 1936) ist ein deutscher Mediziner.

## Leben
Promotion und Habilitation erfolgten in Tübingen. In Tübingen wurde er im Sommersemester 1955 Mitglied der Burschenschaft Derendingia. Sander wurde im Mai 1975 zum Leiter des Staatlichen Medizinaluntersuchungsamtes in Osnabrück berufen. 1987 wurde er zum Leiter des Staatlichen Medizinaluntersuchungsamtes Hannover ernannt. 1994 wurde Sander Präsident des neugeschaffenen Landesgesundheitsamtes.
Seit 1986 leitete Sander die überregionalen Kongresse für Krankenhaus- und Umwelthygiene in Hannover. Weitere wissenschaftliche und Fortbildungsschwerpunkte sind seine Maßnahmen zur Qualitätssicherung in der Krankenhygiene.
Sander erhielt die Ernst-von-Bergmann-Plakette in Anerkennung seiner Verdienste um die ärztliche Fortbildung, verliehen von der Bundesärztekammer.

## Schriften
- Untersuchungen über die Entstehung cancerogener Nitrosoverbindungen im Magen von Versuchstieren und ihre Bedeutung für den Menschen. Habilitationsschrift, Tübingen 1971.
- Händehygiene in der Medizin. Hrsg. Johannes Sander. Bearb. zusammen mit Friedrich Auer.  Ronnenberg 1996. ISBN 3-9804384-1-4.
- Abfälle im Gesundheitswesen: Vermeidung, Verminderung und hygienisch richtige Entsorgung. Hrsg. Johannes Sander. Bearb. Mit Gerhard Carstens. Ronnenberg 1995. ISBN 3-9804384-0-6.